# 고성 문암리 유적
고성 문암리 유적(高城 文巖里 遺蹟)은 대한민국 강원특별자치도 고성군 죽왕면에 있는 석기시대의 유적이다. 2001년 2월 5일 대한민국의 사적 제426호 고성문암리선사유적으로 지정되었다가, 이후 현재의 명칭으로 변경되었다.

## 개요
강원특별자치도 고성군 죽왕면 문암진리 1번지에 위치한 고성 문암리 선사유적은 동해안에서 내륙 쪽으로 약 400m 떨어진 구릉지대의 남쪽사면 사구(沙丘)위에 형성되어 있는데, 지금까지 발견된 신석기시대의 유적 중 최남단에 위치한 유적이며, 인근에는 초기철기시대의 유적이 분포하고 있어 여러 시기에 걸쳐 형성된 유적이다.
'98년 12월부터 '99년 3월까지 문화재청 국립문화재연구소에서 전체 유적 중 약 200여평의 발굴조사를 한 결과 5개의 유물 포함층과 3개의 신석기시대 문화층이 퇴적되어 있음을 확인하였고, 3기의 주거지와 야외 노지 등 다양한 유구가 발견되었다.
발굴유구와 출토유물로 볼 때 국내 최고의 신석기유적으로 알려져 있는 양양 오산리 유적(B.C.6000∼3000)과 연대가 비슷하고 최하층에서 발견된 유구는 더 오래된 것으로 추정하고 있으며, 한반도 동북지방과 중국의 동북 3성 지방, 러시아 아무르강 연안을 포함하는 동북아시아의 신석기 문화와 한반도 선사인의 원류 및 이동경로, 당시의 문화계통과 전파정도 등을 밝히는데 있어 매우 중요한 유적이다.

## 같이 보기
- 양양 오산리 유적 - 사적 제394호

## 참고 자료
- 고성 문암리 유적 - 국가유산청 국가유산포털